# USS Carl Vinson (CVN-70)

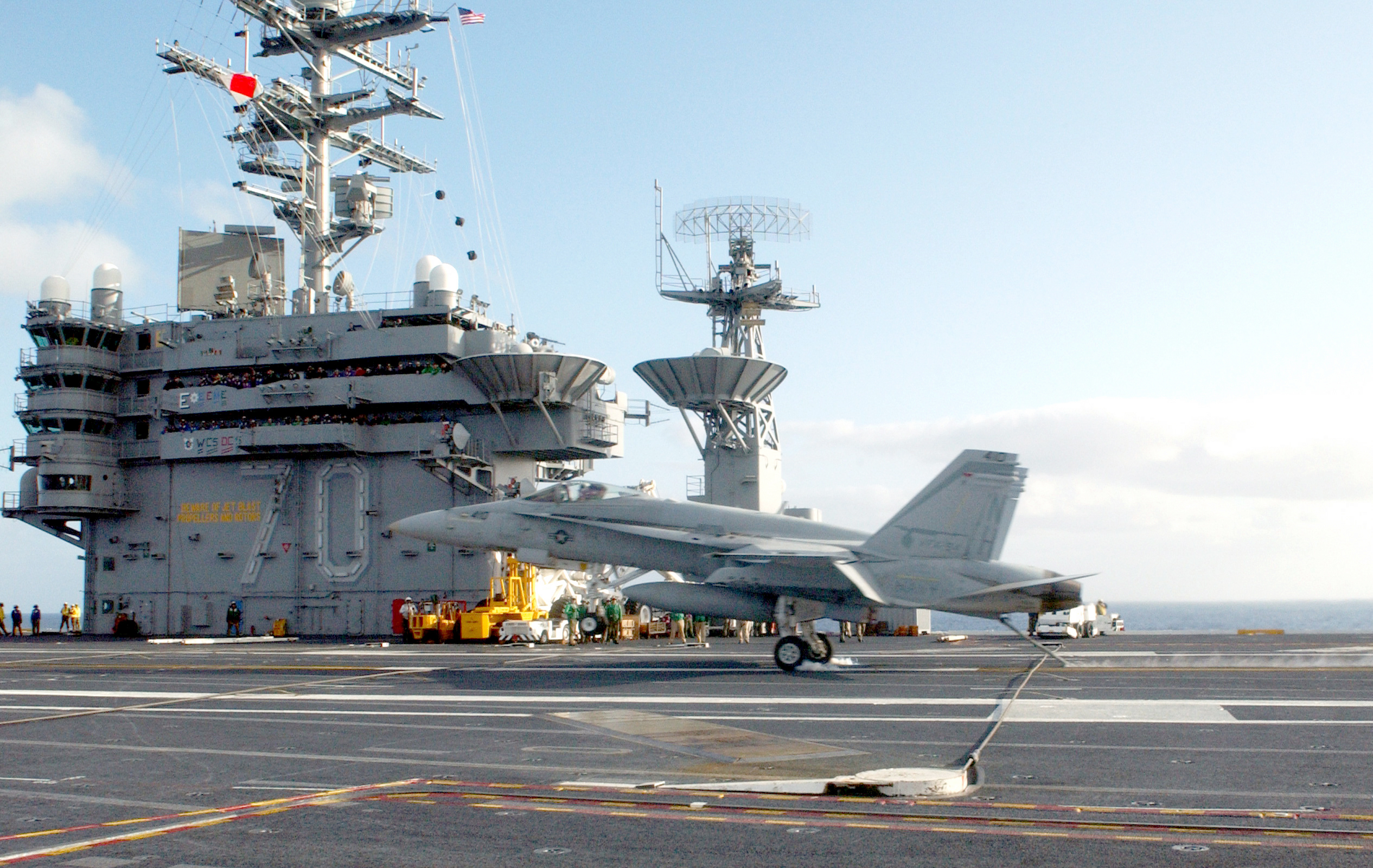
Een F/A-18 Hornet landt op het vliegdek (Oostelijke Grote Oceaan, 2002).

De USS Carl Vinson (Pennantnummer: CVN-70) is een Amerikaans Nimitz-klasse supervliegdekschip. Het is het derde schip uit die klasse en vernoemd naar congreslid Carl Vinson (1883-1981). De Carl Vinson werd gebouwd van 1975 tot 1980. Het was het eerste Amerikaanse marineschip uit de geschiedenis dat zijn naam kreeg naar een toen nog levend persoon. Carl Vinson woonde in 1980 op 96-jarige leeftijd de doopceremonie van zijn schip bij. Het schip werd in 1982 in dienst genomen door de United States Navy, was gestationeerd in achtereenvolgens Alameda (Californië) en Norfolk (Virginia), maar heeft sinds 2010 het Naval Air Station North Island in San Diego Bay als thuishaven.

## Geschiedenis

### Jaren 1980
Na de indienstneming vertrok de USS Carl Vinson op 1 maart 1983 naar haar eerste thuishaven in Alameda (Californië). De eerste vier maanden van 1985 was het schip op routinemissie in de Indische Oceaan. In mei en juni 1986 nam het deel aan verschillende oefeningen, waaronder RIMPAC '86. Op 12 augustus vertrok het schip op een tweede missie. Het werd toen het eerste vliegdekschip dat in de Beringzee opereerde. In januari 1987 was het schip weer in de thuishaven. In 1988 vertrok de Carl Vinson naar de Perzische Golf waar het Amerikaanse olietankers escorteerde tijdens de Irak-Iranoorlog. Op 16 december keerde het schip weer huiswaarts. Op 18 september 1989 participeerde de Vinson in PACEX '89, de grootste marine-oefening sinds de Tweede Wereldoorlog.

### Jaren 1990
Na een routinemissie in 1990 vertrok de USS Carl Vinson op 17 februari 1994 naar de Perzische Golf voor de ondersteuning van Operatie Southern Watch die de no-flyzone boven Zuid-Irak controleerde. Op 17 augustus keerde het schip terug naar Alameda. Eind 1995 maakte het vliegdekschip deel uit van de 50ste herdenking van het einde van de Tweede Wereldoorlog in Azië. Tijdens de ceremonies werd het schip in Hawaï bezocht door president Bill Clinton en vertrokken 12 vliegtuigen uit het WOII-tijdperk van het vliegdek. Op 14 mei 1996 vertrok de Vinson opnieuw naar de Perzische Golf voor Southern Watch en voor Operatie Desert Strike - de Amerikaanse raketaanvallen tegen Iraakse luchtafweerinstallaties nadat daarmee Amerikaanse gevechtsvliegtuigen waren beschoten. Op 14 november ging het terug naar de VS. In 1996 werd de Carl Vinson van Alameda overgeplaatst naar Bremerton in de staat Washington. Op 17 januari 1997 arriveerde het schip in haar nieuwe thuishaven. In 1998 participeerde het schip in de oefening RIMPAC '98 alvorens naar de Perzische Golf te vertrekken voor Southern Watch. Het schip nam ook deel aan de luchtaanvallen tegen Irak in Operatie Desert Fox. In juli 1999 ging het schip de marinescheepswerf in voor een elf maanden durende modernisering die 230 miljoen USD kostte.

### Jaren 2000
Na een routinemissie in de eerste zes maanden van 2001 vertrok de USS Carl Vinson op 23 juli nogmaals naar de Perzische Golf voor Southern Watch. Het schip voer nabij de Maldiven toen de terroristische aanslagen op 11 september 2001 plaatsvonden. De koers werd onmiddellijk naar de Arabische Zee gewijzigd. Op 7 oktober lanceerde de Vinson de eerste luchtaanvallen van Operatie Enduring Freedom. In december keerde het schip weer naar de VS waar het op 23 januari 2002 aankwam. Begin 2003 werd de USS Carl Vinson terug naar de Golfregio gestuurd voor Operatie Iraqi Freedom - de Irakoorlog. Negen maanden later keerde het schip huiswaarts. In januari 2005 vertrok de Vinson voor een reis rond de wereld. Het schip verbleef enkele maanden in de Perzische Golf voor Iraqi Freedom. Daarna keerde het terug naar de VS waar het een nieuwe thuishaven toegewezen kreeg in Norfolk in Virginia. Daar kreeg het schip een onderhoud en werd de kernbrandstof vervangen. In 2009 was het schip weer dienstgeschikt waarna het begin 2010 opnieuw van thuishaven zal veranderde. Het kwam bij haar zusterschepen USS Nimitz en Ronald Reagan te liggen in Naval Air Station North Island in San Diego.

### Jaren 2010
Op 2 mei 2011, na de dood van Osama bin Laden werd het lichaam van Bin Laden per helikopter overgebracht naar de Carl Vinson in de Arabische Zee. Het kreeg nog diezelfde dag, gewikkeld in een verzwaarde zak, een zeemansgraf, wat volgens de Amerikaanse autoriteiten gebeurde met inachtneming van de regels voor een islamitische begrafenis. Op 22 augustus 2014 begon de Carl Vinson samen met Carrier Air Wing Seventeen aan een offensief tegen IS als aflossing voor de USS George H. W. Bush (CVN-77). De Carl Vinson Carrier Strike Group bestond onder meer uit de USS Bunker Hill (CG-52), USS Gridley (DDG-101), USS Sterett (DDG-104) en USS Dewey (DDG-105). Vanop het schip werden vluchten over Irak en Syrië uitgevoerd. Van de 12.300 vluchten uitgevoerd tussen augustus 2014 en augustus 2015 waren er 2.382 gevechtsmissies  en werd meer dan 230 ton ammunitie tegen IS ingezet. In het najaar van 2015 kreeg de Carl Vinson in zijn thuishaven een upgrade, waarbij onder meer het eerste controlecentrum voor onbemande luchtvaartuigen op een vliegdekschip werd geïnstalleerd. Met de in 2016 toegewezen Carrier Air Wing Two werd op 5 januari 2017 een nieuwe missie opgestart met patrouilles in de Zuid-Chinese Zee. In april dat jaar kreeg het schip de opdracht koers te zetten naar het Koreaans Schiereiland.